# New York Hakoah
New York Hakoah é um clube americano de futebol com sede na cidade de Nova York, que é um clube fênix de outros dois clubes com o mesmo nome.

## História

### New York Hakoah I
Originalmente formados por ex-jogadores do Hakoah Vienna, incluindo Béla Guttmann e Rudolph Nickolsburger, eles inicialmente jogaram na Eastern Soccer League no outono de 1928.  Em 1929, eles ganharam a National Challenge Cup de 1929, agora conhecida como Lamar Hunt US Open Cup .   Em 1930, eles se fundiram com o Brooklyn Hakoah da American Soccer League para se tornar o Hakoah All-Stars .

### New York Hakoah II
O nome foi revivido pouco antes da temporada 1956-1957, quando o Brooklyn Hakoah se fundiu com o New York Americans para se tornar os New York Hakoah-Americans . Eles então mudaram de nome para New York Hakoah para a temporada de 1962-1963. Eles foram campeões da American Soccer League três vezes consecutivas entre 1957 e 1959.
Kurt Lamm treinou o time por 14 anos, incluindo durante seus três campeonatos consecutivos da American Soccer League (1955–56 a 1957–58. Ele foi o Gerente do Ano da ASL nas temporadas 1957-1958 e 1962-1963.

### New York Hakoah III
Originalmente chamado Sport Club Hakoah Bergen County, o clube moderno foi fundado em 2009.  Ron Glickman decidiu tentar reconstruir o clube Hakoah no subúrbio de Teaneck em Nova York , Nova Jersey .   O reconhecimento de jogadores era feito por meio de escalações universitárias locais e contato direto com os treinadores universitários.  No início da temporada 2011-2012, o clube chegou a um acordo com a Fairleigh Dickinson University para usar o University Stadium como campo de jogo do time.  Os acordos de patrocínio também foram anunciados com um acordo de patrocínio de camisa da El Al Israel Airlines, além de All Ways Travel e Data Life.  O condado de Hakoah Bergen juntou-se à Premier West Division da North Jersey Soccer League na temporada 2011/12, onde terminou em quarto lugar. 
Em agosto de 2012, o clube anunciou que iria mudar o nome e continuar o legado de New York Hakoah. 

### Jogo contra o Palmeiras
Em 1935, o clube disputou um jogo contra a Sociedade Esportiva Palmeiras em São Paulo. A equipe de Nova York derrotou o Palmeiras pelo placar de 3x2, para um público de 45 mil pessoas no Estádio Palestra Itália. Os gols do Hakoah foram marcados por Grenfeld, Gruenward e Schneider.